# Pelzveredler

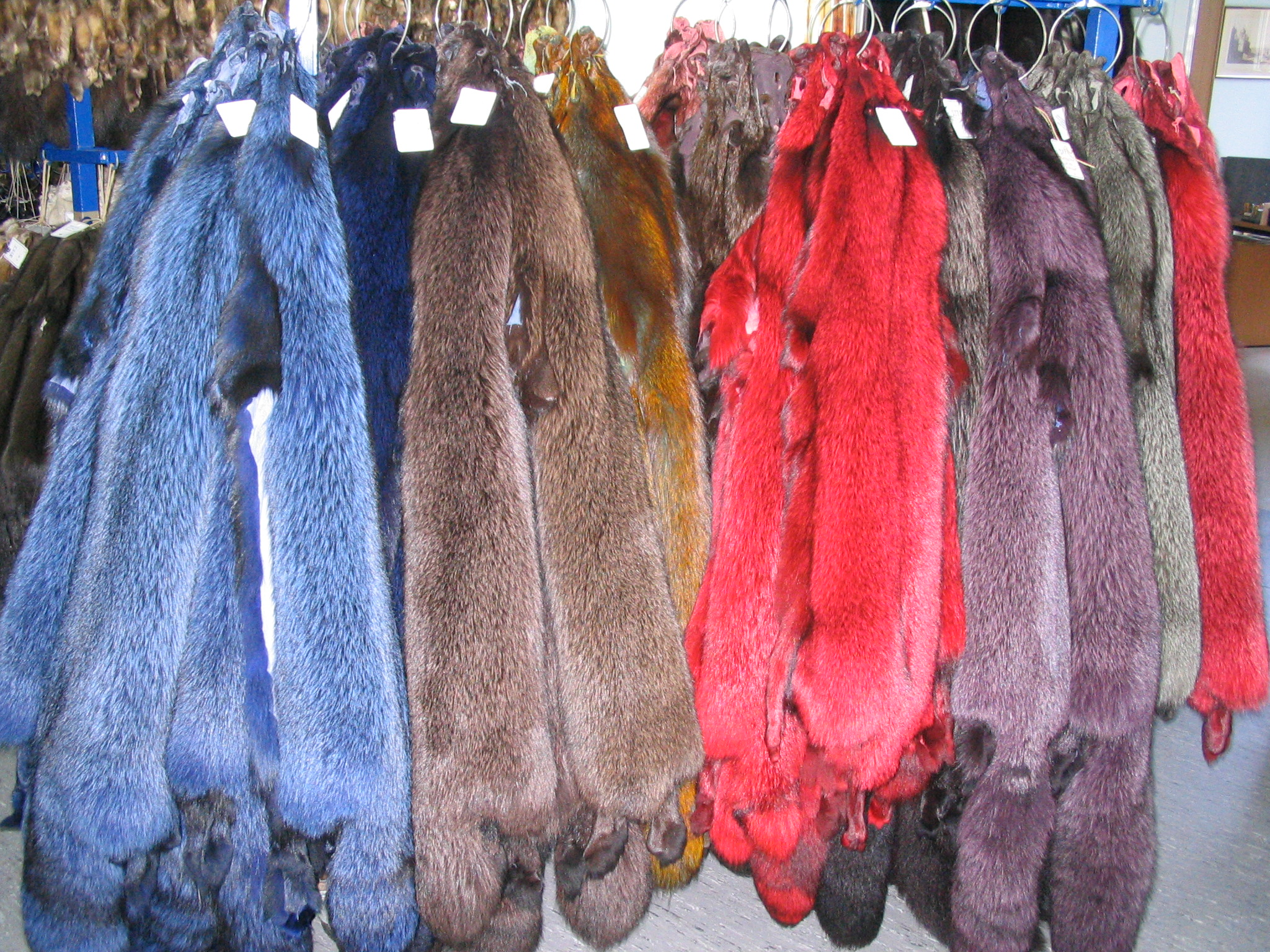
Farbveredelte Bluefrost-Fuchsfelle

Der Pelzveredler oder Rauchwarenveredler, österreichisch Rauwarenveredler ist in Deutschland ein staatlich anerkannter Ausbildungsberuf nach dem Berufsbildungsgesetz.
Für eine ausführliche Darstellung des Berufszweiges siehe die Artikel → Rauchwarenzurichtung und → Rauchwarenveredlung.

## Ausbildungsdauer und Struktur
Die Ausbildungsdauer zum Pelzveredler beträgt in der Regel drei Jahre. Die Ausbildung erfolgt an den Lernorten Betrieb und Berufsschule. Es handelt sich um einen Monoberuf.

## Arbeitsgebiete
Pelzveredler bearbeiten Rauchwaren, sie verarbeiten rohe Felle zu einem Ausgangsmaterial, das von Kürschnern zu Pelzen verarbeitet wird. Sie arbeiten in Rauchwarenzurichtereien (Pelz-Gerbereien) und Rauchwarenveredlungsbetrieben. In der Zurichterei entfleischen sie die Felle, walken, läutern und bakeln sie. Anschließend werden die Felle getrocknet und entfettet. In der Veredlung werden die Felle gefärbt, geschoren oder anderweitig in ihren Eigenschaften verändert.

## Berufsschule
Pelzveredler werden an der Kerschensteinerschule in Reutlingen, in Kooperation mit dem Lederinstitut Gerberschule Reutlingen, als einzige Ausbildungsstätte der Bundesrepublik Deutschland, in Bundesfachklassen beschult.